# Süt
Süt è un film del 2008 diretto da Semih Kaplanoğlu.